# 伊斯特波因特 (肯塔基州)
伊斯特波因特（英語：East Point）是位於美國肯塔基州約翰遜縣的一個非建制地區。

## 地理
伊斯特波因特所處的海拔為高於海平面190米（即623英呎），而該地所採用的時區為UTC-5，即北美東部時區（EST）。同時該地設有夏令時間，為UTC-5調快一小時，即UTC-4（EDT）。